# Cantón de Bourgneuf-en-Retz
El cantón de Bourgneuf-en-Retz era una división administrativa francesa, que estaba situada en el departamento de Loira Atlántico y la región de Países del Loira.

## Composición
El cantón estaba formado por seis comunas:
- Bourgneuf-en-Retz
- Chéméré
- Fresnay-en-Retz
- La Bernerie-en-Retz
- Les Moutiers-en-Retz
- Saint-Hilaire-de-Chaléons

## Supresión del cantón de Bourgneuf-en-Retz
En aplicación del Decreto n.º 2014-243 de 25 de febrero de 2014, el cantón de Bourgneuf-en-Retz fue suprimido el 22 de marzo de 2015 y sus 6 comunas pasaron a formar parte; cuatro del nuevo cantón de Machecoul y dos del nuevo cantón de Pornic  .